# Engis
Engis är en kommun i Belgien.   Den ligger i provinsen Liège och regionen Vallonien, i den östra delen av landet, 80 km öster om huvudstaden Bryssel. Antalet invånare är 5 759.
Runt Engis är det i huvudsak tätbebyggt. Runt Engis är det tätbefolkat, med 459 invånare per kvadratkilometer.